# مقاطعة وينيشيك (آيوا)
مقاطعة وينيشيك (بالإنجليزية: Winneshiek County)‏ هي إحدى مقاطعات ولاية آيوا في الولايات المتحدة الأمريكية.